# Hofanlage Giehlermoorer Straße 14
Die Hofanlage Giehlermoorer Straße 14 in der niedersächsischen Gemeinde Vollersode-Giehlermoor wurde zur Mitte des 19. Jahrhunderts gebaut. Aktuell (2025) wird sie zum Wohnen und gewerblich genutzt.
Das Gebäude steht unter Denkmalschutz (siehe auch Liste der Baudenkmale in Vollersode).

## Geschichte und Beschreibung
Die Gemeinde Vollersode wurde erstmals 1185 als Valdersha erwähnt und ist heute Teil der Samtgemeinde Hambergen. Im Ort stehen eine Reihe von Hofanlagen in Einzellagen.
Die Hofanlage auf einer baumbestanden Eckparzelle besteht aus
- dem eingeschossigen giebelständigen Wohn- und Wirtschaftsgebäude von um 1850 als Zweiständer-Hallenhaus in gleichmäßigem Fachwerk mit Steinausfachungen, mit reetgedecktem Krüppelwalmdach mit Uhlenloch und später verglaster Grooter Door mit Korbbogen; beim Wohngiebel wurde der Walm tiefer herabgezogen,[2]
- der giebelständigen Scheune von um 1850 in Fachwerk mit Steinausfachungen und reetgedecktem Walmdach mit Uhlenloch und Pferdeköpfen sowie einer außermittigen Querdurchfahrt und zwei Längseinfahrten und einer massiv in Backstein ersetzten Straßenfassade,[3]
- dem kleinen umgebauten Speicher von um 1850 in Rasterfachwerk mit Steinausfachungen und reetgedecktem Satteldach.[4]

Das Landesdenkmalamt befand u. a.: „… ortsgeschichtlicher, gebäudetypischer, orts- und hofbildprägender Zeugniswert …“